# 霍帕朗冰原島峰
81°33′S 28°45′W / 81.550°S 28.750°W
霍帕朗冰原島峰（英語：Hopalong Nunatak），是南極洲的冰原島峰，位於科茨地，屬於懷查韋冰原島峰的一部分，在1957年由英聯邦探險隊繪入地圖，現時由南極條約體系管理。